# Aeroporto di Lien Khuong
L'aeroporto di Lien Khuong (v: Sân bay Liên Khương) (IATA: DLI, ICAO: VVDL) è un aeroporto  situato vicino alla città di Da Lat, nella provincia di Lam Dong, nel pianoro di Tây Nguyên, in Vietnam.
Tra le destinazioni servite ci sono Hanoi, Ho Chi Minh e Đà Nẵng con la Vietnam Airlines.
Il nuovo terminal è stato completato nel dicembre 2009. L'aeroporto può servire 2 milioni di passeggeri all'anno. Ci sono alcune destinazioni previste in Asia, come la Cambogia, Laos, Cina e Singapore.